# مقاطعة بيتادي
مقاطعة بيتادي هي مدينة من مدن نيبال. يبلغ عدد سكانها 250,898 نسمة وذلك حسب إحصائيات سنة 2011. تبلغ مساحتها 1519 كم².